# Wild Gunman
Wild Gunman – gra komputerowa z gatunku strzelanek stworzona przez Intelligent Systems i wydana przez Nintendo w 1984 roku na konsolę Nintendo Entertainment System. Akcja gry ma miejsce na Dzikim Zachodzie, a celem jest strzelanie do przeciwnika przy użyciu pistoletu świetlnego. Pod względem rozgrywki gra przypomina inną pozycję z tej samej konsoli – Duck Hunt.